# Étienne Drioton
Le chanoine Étienne Marie Félix Drioton, né le 21 novembre 1889 à Nancy au no 82 rue Stanislas, mort le 17 janvier 1961 à Montgeron, est un égyptologue français.

## Biographie
Étienne Drioton est l'aîné de cinq enfants issus du mariage, le 19 décembre 1888, d'Étienne Drioton avec Félicie Moitrier, originaire de Lorquin en Moselle.
Le père est originaire de Bourgogne où la famille Drioton a créé, en 1742 à Dijon, une entreprise de manufacture de bronzes d'église, de fabrication d'ornements d'église et de librairie religieuse.
Demeurant au no 82 rue Stanislas la famille Drioton tient une librairie religieuse au no 4 quai Claude-le-Lorrain. En 1894, ils achètent un terrain au no 6 bis ruelle Saint-Antoine où ils construisent une maison et un atelier. La partie sud du parc Blondlot est aménagée à cet emplacement. En 1902, les parents d'Étienne ouvrent une seconde librairie place Stanislas à l'angle de la rue Héré sous l'enseigne « Librairie de l'évêché et Drioton, souvenirs lorrains ».
Étienne Drioton passe son baccalauréat littéraire grec philosophie à l'âge de seize ans.
En 1905, après ses études au lycée Notre-Dame Saint-Sigisbert, il entre au séminaire de Nancy d'où il sort prêtre en 1912.
Il se rend au Séminaire français de Rome pour suivre des études plus spécialisées et devient docteur en philosophie de l'Académie de Saint Thomas et docteur en théologie de l'université grégorienne. Il est licencié es-Sciences bibliques de la commission pontificale biblique au Vatican en 1914 et diplômé de l'École libre des langues orientales de l'institut catholique de Paris pour l'égyptien et pour le copte en 1918.
Durant la Première Guerre mondiale, il est mobilisé en tant qu'aumônier à l'hôpital Sédillot de Nancy d'août 1914 à mai 1917, il dirige, sous l'autorité de Charles Ruch, évêque de Nancy, le « Bulletin des Prêtres mobilisés, évacués et prisonniers du diocèse de Nancy ».
De mai 1917 à 1919 il est infirmier à la 23e section d'infirmiers militaires à l'hôpital Sédillot puis à hôpital de Troyes, après son évacuation. Il revient à l'hôpital de Nancy de janvier à juillet 1919.
Il est nommé professeur de philologie égyptienne et copte à l'institut catholique en 1919 et devient l'adjoint de Charles Boreux au Musée du Louvre en 1926.
En 1924, il est chargé de mission épigraphique auprès de l'Institut français d'archéologie orientale et participe aux fouilles de Médamoud.
En 1929, il est nommé chanoine honoraire de la cathédrale de Nancy.
En 1936 il est nommé par le gouvernement égyptien directeur des Antiquités de l'Égypte en remplacement de Pierre Lacau, poste occupé durant seize ans et professeur à l'institut d'égyptologie de l'université Fouad Ier au Caire. À la suite de ces longues années passées en Égypte, il devient un proche du roi Farouk. Il conserve ces fonctions jusqu'en 1952, année lors de laquelle il est nommé conservateur en chef au Musée du Louvre et directeur au CNRS.
En 1957, il est professeur au Collège de France. Ses travaux dans les années 1950 permettent d'attester l'existence d'un théâtre de l'Égypte antique.
Il s’éteint rue des Plantes à Montgeron, dans le département de l'Essonne, le 17 janvier 1961 ; il est inhumé au cimetière de Villers-lès-Nancy.

## Postérité
À sa mort en 1961, la Bibliothèque nationale et universitaire de Strasbourg rachète sa bibliothèque (Fonds Drioton). Le Cercle Scientifique Étienne Drioton et la ville de Nancy lui rendent hommage le 21 novembre 2007, en apposant sur la façade de la maison de son lieu de naissance une plaque commémorative.
Le musée municipal Josèphe Jacquiot à Montgeron lui consacre deux salles : photos, études, manuscrits, mobilier et objets divers lui ayant appartenu côtoient des œuvres d’antiquité, ainsi que des objets à vocation religieuse rappelant son engagement sacerdotal. En 2019, à l’occasion du 130e anniversaire de sa naissance, la ville de Montgeron lui rend hommage à travers une sélection de deux-cents clichés (parmi les cinq-mille-trois-cents conservés par la ville) réalisés entre 1925 et 1952 à Médamoud, Karnak, Louxor, Deir el-Bahari, Philæ ou Tanis.
L'allée du chanoine Drioton à Nancy lui rend hommage.

## Distinctions
- Officier de l'Ordre national de la Légion d'honneur.
- Commandeur de l'Ordre des Arts et des Lettres.
- Commandeur de l'Ordre de la Couronne (Perse).
- Officier de l'Ordre de la Couronne de chêne (Pays-Bas).
- Titulaire de l'Ordre égyptien de la Culture (Nishan el-Maaref), 2e classe (équivalent à officier).
- Décorations égyptiennes.

## Publications
Ouvrages
- avec Pierre du Bourguet, Les Pharaons à la conquête de l'art, DDB, 1965
- Sakkarah : les monuments de Zoser, Institut français d'archéologie orientale, Le Caire, 1951
- avec Jacques Vandier, L'Égypte - Des origines à la conquête d'Alexandre, P.U.F., 1938
- avec Henri Sottas, Introduction à l'étude des hiéroglyphes, Librairie orientaliste Paul Geuthner, 1922
- Essai sur la cryptographie privée de la fin de la XVIIIe dynastie
- Recueil de cryptographie monumentale

Articles et textes de conférences
- « La plus ancienne pièce du théâtre égyptien », Revue du Caire no 236, 1960, 23 p. catalogue.bnf.fr
- « À la recherche du théâtre de l'ancienne Égypte », Arts As. I, p. 96-108, 1954, catalogue.bnf.fr
- « La question du théâtre égyptien », Comptes-rendus des séances de l'Académie des Inscriptions et Belles-Lettres, p. 52-63, Paris 1954, catalogue.bnf.fr
- « Le théâtre dans l'ancienne Égypte », Revue d'histoire du théâtre, volume I-II, p. 7-45, 1954, catalogue.bnf.fr
- Le théâtre dans l'Ancienne Égypte, extrait de la Revue d'Histoire du Théâtre, 1954, I-II, 38 p. avec 4 planches n&b h.t. ;
- Une mutilation d'image avec motif, extrait du Journal of the Czechoslovak Oriental Institute, Prague, vol. XX, no 3-4, 1952, 5 p. avec 1 planche n&b h.t. ;
- À propos des temples égyptiens, Éditions Revue du Caire, 1951, 22 p ;
- L'organisation économique de l'Égypte ancienne, Cahiers d'histoire égyptienne, série III, fasc. 3, mars 1951, 15 p. ;
- À propos d'une statue naophore d'époque ptolémaïque, extrait du Bulletin de l'Institut d'Égypte, t. XXXIII, session 1950-1951, 16 p. ;
- Les origines pharaoniques du Nilomètre de Rodah, extrait du Bulletin de l'Institut d'Égypte, t. XXXIV, session 1950-1951, 26 p. ;
- Le musée de Boulac, extrait des Cahiers d'histoire égyptienne, le Caire, série III, fasc. 1, nov. 1950, numéro spécial, 12 p. ;
- Notice nécrologique : Togo Mina 1906-1949, extrait du Bulletin de l'Institut d'Égypte, t. XXXII - session 1949-1950, 5 p. ;
- « Le théâtre à l'époque pharaonique », Revue des conférences françaises en orient, Le Caire, 1949, 12 p. catalogue.bnf.fr
- Le jugement des âmes dans l'Ancienne Égypte, Éditions de la Revue du Caire, 1949, 20 p. ;
- Le monothéisme de l'Ancienne Égypte, extrait des Cahiers d'histoire égyptienne, janvier 1949, 19 p. ;
- La pédagogie au temps des Pharaons, extrait de la Revue des Conférences françaises en Orient, mai 1949, 6 p. ;
- Un orant de style populaire, (Extratto da Scritti in onore di Ippolito Rosellini pubblicati a cura dell'Università di Pisa), vol. 1, 1949, 5 p. avec 2 pl. n&b h.t. ;
- « Nouveaux fragments de théâtre égyptien », Revue du Caire, 1948, 34 p. catalogue.bnf.fr
- « Le texte dramatique d'Edfou », Supplément aux Annales du service des antiquités de l'Égypte, cahier no 11, Le Caire, Institut français d'archéologie orientale, 1948, 148 p. catalogue.bnf.fr
- Paganisme égyptien et Monachisme, extrait de la Revue des Conférences françaises en Orient, décembre 1948, conférence donnée au Caire le 14 avril 1948, 8 p. ;
- La religion égyptienne dans ses grandes lignes, Édition de la Revue du Caire, 1945, 34 p. ;
- Cyrille d'Alexandrie et l'ancienne religion égyptienne, extrait de Kyrilliana, anniversaire-hommage, Le Scribe Égyptien, le Caire, 1947, 14 p. ;
- « Le théâtre égyptien », Revue du Caire, 1942, 113 p. catalogue.bnf.fr
- Notes sur le cryptogramme de Montouemhêt, extrait de l'Annuaire de l'Institut de Philologie et d'Histoire Orientales de Bruxelles, t. III, 1935, 8 p. ;
- La cryptographie égyptienne, extrait de la Revue Lorraine d'Anthropologie, conférences 1933-1934, 23 p. ;
- La dévotion privée à l'époque pharaonique, Cahiers d'histoire égyptienne, 10 p. ;
- La protection magique de Thèbes à l'époque des Ptolémées, Bulletin d'Ethnographie, no 23, 1931, sd, 10 p., 1 pl. n&b h.t.